# 西土山镇
西土山镇，是中华人民共和国河北省邯郸市武安市下辖的一个镇，原名西土山乡，2022年12月撤乡设镇。

## 行政区划
西土山镇下辖以下地区：
西土山西街村、西土山东街村、西土山北街村、东土山村、富润庄村、云驾岭村、西窑村、八里湾村、郭家岭村、骈山村、河渠村、儒山村、东湖村、西湖村、杜庄村、东马庄村、西马庄村、东寨子村、西寨子村、玉石洼铁矿社区和云驾岭煤矿社区。